# Kalanchoe deficiens
Kalanchoe deficiens ist eine Pflanzenart der Gattung Kalanchoe in der Familie der Dickblattgewächse (Crassulaceae).

## Beschreibung

### Vegetative Merkmale
Kalanchoe deficiens ist eine ausdauernde, gruppenbildende Pflanze, die Wuchshöhen von bis zu 150 Zentimeter erreicht und vollständig kahl oder im oberen Bereich drüsig-haarig ist. Die fleischigen, hell graugrünen Laubblätter sind kahl und gestielt. Der breite Blattstiel ist 0,5 bis 2 Zentimeter lang. Ihre elliptische, eiförmige bis breit verkehrt eiförmige  Blattspreite ist 4 bis 10 Zentimeter lang und 2,5 bis 5 Zentimeter breit. Ihre Spitze ist stumpf, die Basis keilförmig. Der Blattrand ist ganzrandig oder gekerbt.

### Generative Merkmale
Der ebensträußige Blütenstand ist 7 bis 12 Zentimeter lang. Die aufrechten, mit kurzen, mehr oder weniger dichten drüsigen Haaren besetzten Blüten stehen an 2 bis 6 Millimeter langen, etwa drüsig-haarigen Blütenstielen. Ihre Kelchröhre ist 0,2 bis 0,5 Millimeter lang. Die schmal eiförmigen bis lanzettlichen, zugespitzten Kelchzipfel sind 3 bis 6,5 Millimeter lang und 1 bis 2 Millimeter breit. Die Blütenkrone ist scharlachrot, orangerot bis rosafarben. Die etwa zylindrische Kronröhre ist an ihrer Basis wenig erweitert und 8 bis 12 Millimeter lang. Ihre eiförmigen bis verkehrt eiförmigen Kronzipfel tragen ein aufgesetztes Spitzchen und weisen eine Länge von 5 bis 7 Millimeter auf und sind 2,2 bis 4 Millimeter breit. Die Staubblätter sind zur Spitze der Kronröhre hin angeheftet. Die oberen Staubblätter ragen leicht aus der Blüte heraus. Die eiförmigen Staubbeutel sind 1 bis 1,2 Millimeter lang. Die linealischen Nektarschüppchen weisen eine Länge von 3 bis 3,5 Millimeter auf. Das Fruchtblatt weist eine Länge von 7,5 bis 8 Millimeter auf. Der Griffel ist 2 bis 4 Millimeter lang.
Die Chromosomenzahl beträgt für beide Varietäten 2n = 170.

## Systematik und Verbreitung
Kalanchoe deficiens ist in Jemen verbreitet.
Die Erstbeschreibung durch Paul Friedrich August Ascherson und Georg Schweinfurth wurde 1889 veröffentlicht. Es werden folgende Varietäten unterschieden:
- Kalanchoe deficiens var. deficiens
- Kalanchoe deficiens var. glabra Raadts

## Nachweise